# Vermes, Jura
Vermes är en ort i kommunen Val Terbi i kantonen Jura i Schweiz. Den ligger cirka 10,5 kilometer sydost om Delémont. Orten har 343 invånare (2021).
Orten var före den 1 januari 2013 en egen kommun, men slogs då samman med kommunerna Montsevelier och Vicques till den nya kommunen Val Terbi.